# Johann Christian Fischer

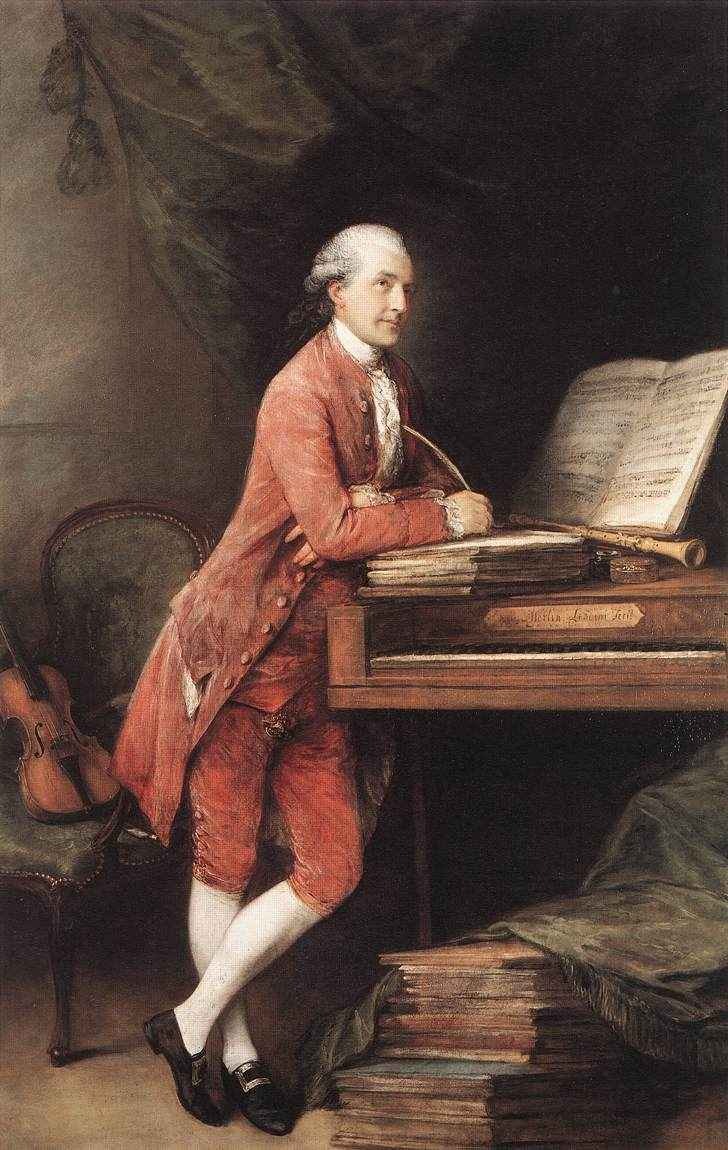
Ritratto di J.C.Fischer eseguito da Thomas Gainsborough, 1780 (Royal Collection)

Johann Christian Fischer (Friburgo in Brisgovia, 1733 – Londra, 29 aprile 1800) è stato un compositore e musicista tedesco.

## Biografia
Una delle prime informazioni riguardanti la carriera di Johann Christian Fischer fu la notizia della sua esecuzione di un concerto per oboe a Varsavia nel 1757, alla presenza del re polacco Augusto III di Polonia, che impiegò successivamente Johann Christian nella sua Staatskapelle Dresden con uno stipendio di quattrocento talleri. 
Nel 1764, soggiornò a Torino per perfezionarsi con l'oboista virtuoso Alessandro Besozzi, per migliorare il suo stile e adattare le sue tecniche musicali alle caratteristiche dei più importanti cantanti italiani.
Negli anni seguenti, Fischer viaggiò attraverso l'Europa, esibendosi a Parigi, nei Paesi Bassi e a Mannheim, dove conobbe Wolfgang Amadeus Mozart che allora aveva nove anni. Quest'ultimo ha poi composto le sue dodici variazioni su un minuetto di Johann Christian Fischer KV 179 / 189a.
Nel 1767, Johann Christian Fischer ricoprì la posizione di clavicembalista presso la corte di Berlino,  come successore di Johann Christian Bach. 
Un anno dopo, Fischer si trasferì a Londra. La sua reputazione di oboista si diffuse rapidamente e partecipò alla maggior parte degli eventi musicali londinesi più importanti. 
Nel 1774, si esibì a corte e suonò con Johann Christian Bach e Karl Friedrich Abel in concerti di musica da camera per la regina.
In questa posizione ebbe una grande influenza sui suoi studenti, tra cui annoveriamo Charles Suce, Christopher Kellner e Antonin Sallatin. 
Presentò in Inghilterra il modello di oboe continentale che sostituì il modello inglese.
Nel 1780 sposò la figlia di un suo amico, il pittore Thomas Gainsborough.
Successivamente Fischer rientrò sul continente, dando concerti a Mannheim e a Vienna nel 1786, e dirigendo poi il teatro di Ludwigslust, prima di tornare a Londra nel 1790. 
Durante un concerto nella Royal Residence, ebbe un ictus e morì poco dopo.
Nelle sue ultime volontà espresse il desiderio che tutte le composizioni scritte dalla sua mano fossero consegnate al re.
Johann Christian Fischer ha composto dieci concerti per oboe, cinque concerti per altri strumenti, sette divertimenti per 2 flauti op.2, 6 divertimenti per 2 flauti e molti lavori per strumento solista. 
Fischer lasciò diversi metodi per oboe, The Compleat Tutor for the Highboy (1770), ripubblicato con il nome di New and Instructions Tutor for the Hautboy (1780) e The Hotboy Preceptor (1800).